# Znob-Novhorodske
Znob-Novhorodske (ukrainien : Зноб-Новгородське, russe : Знобь-Новгородское) est une commune urbaine de l'oblast de Soumy, en Ukraine. Elle compte 1 830 habitants en 2022.